# Massimo II di Costantinopoli
Massimo II (in greco Μάξιμος Β΄?; XII secolo – dicembre 1216) è stato un arcivescovo ortodosso bizantino, che ha ricoperto la carica di Patriarca ecumenico di Costantinopoli in esilio a Nicea nel 1216.

## Biografia
Massimo II esercitò il suo patriarcato dal 3 giugno fino alla sua morte, nel dicembre 1216.
Massimo fu abate del monastero Akoimetoi e confessore dell'imperatore di Nicea Teodoro Lascaris prima di diventare patriarca.
Giorgio Acropolite e Niceforo Callisto Xanthopoulos furono molto critici nei suoi confronti, suggerendo che fosse "ignorante" e che l'unica ragione per cui fu elevato al patriarcato furono i suoi intrighi nel quartiere femminile del palazzo. Secondo Acropolite, "era un monaco che doveva la sua elevazione solo agli intrighi delle donne della corte di cui era diventato l'idolo a forza di adorarle".
Massimo II morì in carica dopo soli sei mesi sul trono patriarcale.